# Lubla
Lubla – wieś w Polsce, położona w województwie podkarpackim, w powiecie strzyżowskim, w gminie Frysztak.

## Integralne części wsi
| SIMC    | Nazwa        | Rodzaj    |
| ------- | ------------ | --------- |
| 0649605 | Bukowy Las   | część wsi |
| 0649611 | Dół          | część wsi |
| 0649628 | Działy       | część wsi |
| 0649634 | Granice      | część wsi |
| 0649640 | Koło Szkoły  | część wsi |
| 0649657 | Młyn         | część wsi |
| 0649663 | Przygórze    | część wsi |
| 0649670 | Sośnina      | część wsi |
| 0649686 | Za Dworem    | część wsi |
| 0649692 | Za Kościołem | część wsi |

## Historia Lubli
Lubla należała do wczesnych osad na Podkarpaciu. „Dwór w Lubli wraz ze wsią był od 1185 roku własnością zakonu cystersów. Pierwotnie administrowany był przez brata zakonnego (laika), później przez zarządców świeckich i dzierżawców, o czym wspominają protokoły wizytacyjne biskupów krakowskich. Po pierwszym rozbiorze rząd austriacki skonfiskował dwór i wieś na rzecz skarbu państwa”.
Istnieje zapis w przywileju fundacyjnym księcia krakowskiego Kazimierza Sprawiedliwego, w którym figuruje Lubla jako darowizna przekazana przez hrabię Mikołaja z Bogorii zakonowi cystersów w Koprzywnicy. W 1185 roku komes Mikołaj z Bogorii koło Sandomierza przekazał kilka wsi ze swych dóbr (w tym Lublę i Dobrzechów) na uposażenie klasztoru Cystersów w Koprzywnicy. W 1279 r. biskup firmański Filip de Casate, w latach 1278-1282 legat papieski na Węgrzech i w Polsce, w Budzie na Węgrzech potwierdził opatowi klasztoru Cystersów w Koprzywnicy prawo do pobierania dziesięciny między innymi z Dobrzechowa, Lubli, Zaborowa, Czudca i Strzyżowa. Leżąca w województwie sandomierskim wieś w ciągu dziejów zatwierdzona była przez książąt i królów polskich jako własność cystersów.
W latach 1732–1734 proboszczem parafii w Lubli był ks. Antoni Duchnowski, późniejszy kanonik inflancki i tarnowski.
W 1780 r. cesarz Józef II po konfiskacie zakonu cystersów włączył wieś i dwór do dóbr kameralnych cesarskich.
W 1808 r. rząd austriacki sprzedał wieś i folwark na licytacji Janowi Chrzcicielowi Rogoyskiemu herbu Brochwicz, a 7 czerwca 1867 roku kupili ją Ludwin Dzianott z żoną Izabelą z Czechów (primo voto Lisowiecką).
W czasie I wojny światowej w 1914 roku, część Lubli na granicy z Sieklówką została spalona przez wycofujące się wojska austriackie.
W maju 1932 we wsi w czasie starć z policją zabity został jeden z chłopów.
W czasie II wojny światowej i niemieckiej okupacji majątek Jana Kantego i Marii (z Paszkowskich) Dzianottów stanowił ważny punkt konspiracyjny Placówki AK z Frysztaka. Częstym gościem w nim był Ks. Walenty Jasionowski (tutejszy proboszcz od 8 IV 1942 r. 10 VII 1971 r.) Kapelan Inspektoratu AK OP-15. 1 lipca 1944 AK m.in. z OP-15 zorganizowała koło Lubli odbiór zrzutu 6 ton broni z trzech samolotów. Por. Jan Koś (ur. w Lubli w 1916 r.) dowódca oddziału dywersji AK, ps. „Luby”, utrudniał ruch kolejowy na trasie Rzeszów – Jasło.
Dwór w Lubli został spalony w sierpniu 1944. Majątek był w posiadaniu rodziny Dzianottów aż do 1946 roku (do parcelacji majątku przez ówczesne władze).
W latach 1954–1961 wieś należała i była siedzibą władz gromady Lubla, po jej zniesieniu w gromadzie Frysztak. W latach 1975–1998 miejscowość administracyjnie należała do województwa rzeszowskiego.

## Kościół
We wsi znajduje się zabytkowy Kościół św. Mikołaja w Lubli, wzniesiony prawdopodobnie pod koniec XV w. Prawdopodobnie przebudowany ok. 1611 r. W końcu XVIII w. świątynię poddano remontowi i rozbudowano (dostawienie wieży). Uszkodzony w trakcie działań wojennych, wielokrotnie remontowany. Zastosowany w budowli system konstrukcyjny więźbowo-zaskrzynieniowo-zaczepowy jest charakterystyczny dla najstarszych kościołów drewnianych Małopolski pd.-wsch.
Zabytek grupy I zbudowany z racji założenia parafii przez opata cystersów Mikołaja Grota (?) około połowy XV wieku. Poprzednio istniała prawdopodobnie kaplica dojazdowa na pagórku zwanym Świętej Trójcy (od strony wschodniej obecnego kościoła).
Kaplica obsługiwana była przez kapłanów sąsiedniej parafii Frysztak lub Dobrzechów.
Kościół był wiele razy remontowany szczególnie w latach: 1838, 1862, 1928, 1945-46.
Wieżę zbudowano w 1793 r. jednak w sierpniu 1944 r. została zniszczona.
Zrekonstruowano ją w 1995 r. Ołtarze w stylu barokowym pochodzą z lat 1709, 1769.
Polichromię odnawiano w 1880, 1929, 1968 i złocenie w 1970 r. Stare organy pochodziły z XVII wieku, obecne 11-głosowe z 1962 r.
Plebania z dawien dawna stała na wzgórzu naprzeciw i poniżej obecnej dzwonnicy. Według starej kroniki w 1760 r. zbudowano następną plebanię z drewna krytą słomą. Z końcem XVIII w. wybudowano plebanię murowaną krytą gontem. W 1841 r. dziedzic wybudował plebanię z dworskiej cegły w miejscu dzisiejszej studni. Plebanię istniejącą do dziś zbudowano w 1911 r.
Szkoła parafialna istniała w Lubli, jak podają protokoły wizytacyjne biskupów
krakowskich, od 1595 r. Protokoły z 1602 i 1608 r. podają, że stała w miejscu starej organistówki. W 1880 r. zbudowano nową szkołę na placu pocmentarnym i przemieniono ją na gminną, a później państwową. Obecna nowa szkoła zbudowana jest na miejscu dawnego dworu.

## Turystyka
- Szlak Architektury Drewnianej - Trasa nr VIII (jasielsko-dębicko-ropczycka)